# Димитър Шивиков
Димитър Атанасов Шивиков е български военен деец, висш офицер от състава на Българската армия със звание бригаден генерал, служил като национален командир на българския контингент в Афганистан. Димитър Шивиков е авторът на девиза на 68-а бригада „Специални сили“ – „Там, където другите не могат“. Негова е и заслугата за доизграждането на православния храм в района на 68-ма бригада.

## Биография
Димитър Шивиков е роден на 18 август 1963 година в село Куртово Конаре, община Стамболийски. Завършва основно образование в родното си село, а средно – в немската езикова гимназия в Пазарджик. Висшето си образование Шивиков получава в Национален военен университет „Васил Левски“, град Велико Търново, специалност „Войсково разузнаване“, завършва редовния курс на обучение във ВА „Г. С. Раковски“. През 2012 година, Димитър Шивиков завършва Военния колеж на Сухопътните войски на САЩ.
Шивиков има два брака, като от първия има син, а от втория две дъщери.
Започва службата си на офицер през 1986 г. в 68-а бригада „Специални сили“, дислоцирана в Пловдив, като преминава през основните командни длъжности в поделението, от командир на взвод до заместник-командир на бригада.
През 2006 г. Шивиков продължава службата си в София, като заместник-началник на отдел „Специални сили“ в щаба по подготовката на Сухопътни войски, а от 2008 година до 31.10.2012 година е началник на отдела.
На 01.11.2012 година на Димитър Шивиков е произведен в бригаден генерал и назначен за командир на 61-ва Стрямска механизирана бригада. През април 2015 година е обвинен в злоупотреба със служебно положение, заради участие на негови подчинени в ремонта на жилището му.

### Мисия в Ирак
На 29 май 2003 г. Народното събрание разрешава участието на България в четвъртата фаза на операцията в Ирак – „Стабилизиране и възстановяване“. За периода 2003 – 2005 г. в операцията участват пет пехотни батальона. От декември 2004 година до май 2005 година Димитър Шивиков е командир на Четвърти пехотен батальон, дислоциран в база „Еко“ в град Дивания, столица на областта Кадисия, Ирак, който сменя Трети пехотен батальон, командван от подполковник Михаил Попов. Общата численост на Четвърти пехотен батальон е около 450 души. Основните задачи на батальона остават непроменени в сравнение с тези на предходните, а именно – патрулиране, ескортиране и конвоиране, охрана на особено важни личности, устройване на контролни постове, охрана на базата и осигуряване контролно-пропускателен режим на същата.
По време на 6-месечната си мисия в Ирак Четвърти пехотен батальон загубва трима военнослужещи. При изпълнение на рутинна задача по нощен патрул в зоната за отговорност е прострелян смъртоносно офицерски кандидат Гърди Гърдев. Военнослужещият е убит от американски часови на пост в радиорелейна база, намираща се в близост до магистрала „Тампа“. Инцидентът се случва на 4 март 2005 г. и е категоризиран като приятелски огън. Два месеца по-късно, на 3 май, офицерските кандидати Преслав Стоянов и Валентин Донев загиват в резултат на пътен инцидент при пустинна буря. Инцидентът се случва на 35 км от границата с Кувейт. Преслав Стоянов загива на място, а Валентин Донев почива от раните си в английската военна болница, град Басра. 
По време на ротацията на контингентите, Димитър Шивиков сдава длъжността си на подполковник Костадин Кузмов – командир на Пети пехотен батальон в Ирак, който е и последният. 

#### Параклисът
Още в самото начало на ротацията в Ирак, по инициатива на тогава лейтенант Иван Запрянов – офицер от 68-а бригада и с подкрепата на командира на батальона, жилищен контейнер в база „Еко“ е приспособен и оборудван за източноправославен параклис, според каноните на Българската православна църква. 
Първият по рода си параклис в историята на българските задграничните военни мисии, носещ името на Св. Георги Победоносец, изиграва своята роля за постигане на сплотеност, както и запазване на високия боен дух в трудните моменти на батальона.  Част от предметите в параклиса са ръчна изработка и импровизация на самите военнослужещи, включително и свещникът, който е изработен от диск на съединител от ЗиЛ-131 и 48 гилзи от патрони с калибър 7.62х54.
Четиризвезден генерал Бел (Burwell B. Bell III) – командващ сухопътните сили на САЩ в Европа както и сухопътните сили на НАТО в Европа е първият висш офицер от НАТО, посетил параклиса; следват министърът на отбраната Николай Свинаров, началникът на Генералния щаб на Българската армия генерал Никола Колев, началникът на Сухопътни войски Генерал-лейтенант Златан Стойков, както и сухопътният военен аташе на САЩ подполковник Пол Бротзен.
Уверявайки се в положителното въздействие на военния параклис над военнослужещите, Шивиков и Запрянов предлагат на тогавашния командир на 68-а бригада генерал Пламен Торлаков да се изгради православен храм в района на поделението. След злополучния инцидент, при който загиват войници от бригадата, се решава бъдещият параклис да се построи в памет на всички загинали от състава на бригадата. 

### Мисията в Афганистан
За периода март-септември 2010 година Димитър Шивиков е Национален командир на 18-и български контингент в Афганистан. Полковник Шивиков приема командването от полковник Петко Лилов, национален командир на 17-и български контингент. Контингентът е част от Международните сили за поддържане на сигурността и включва всички подразделения и военнослужещи, изпълняващи своите задължения в Афганистан – национален елемент, рота за охрана на вътрешния периметър на лещите „Кандахар“, рота за охрана на външния периметър на летище „Кабул“, служителите на ВП, СВИ и ДАНС, както и медицински персонал в столицата Кабул и провинция Херат. Общата численост на контингента е около 500. 
В Кабул контингентът включва: Втора рота за охрана на външния периметър на летище „Кабул“ с командир на ротата майор Иван Иванов; национален елемент, разположен на летището и в щаба на ИСАФ, подразделение „Военна полиция“ в база „Уерхаус“, служители на ДАНС и СВИ с обща численост около 220 военнослужещи.
Основните задачи на Втора рота за охрана на външния периметър на летище „Кабул“ са патрулиране, ескорт, водене на 24-часово наблюдение от стационарен наблюдателен пост, както и устройване на временни наблюдателни и снайперски постове. Под командването на Шивиков, военнослужещите от контингента провеждат самостоятелно или съвместно с афганските сили за сигурност и ИСАФ редица специфични операции.
В качеството си на национален командир на контингент, Димитър Шивиков инициира и провежда множество срещи с представителите на НАТО, ИСАФ, както и с високопоставени представители на държавната власт и народа на Афганистан. 
Контактите, множеството CIMIC дейности, както и доброто отношение от страна на българските военнослужещи способстват за нарастването авторитета на българския контингент, което рефлектира позитивно върху сигурността в охранявания от Втора рота външен периметър на летището. 
На 1 септември 2010, в тържествена обстановка в база „Феникс“ командирът на 18-и контингент сдава правомощията за изпълнение на задачите си на полковник Веселин Цековски – командир на 19-и български контингент. На 17 октомври 2012 г. е назначен на длъжността командир на 61-ва механизирана бригада и удостоен с висше офицерско звание бригаден генерал, считано от 1 ноември 2012 г.
С указ № 183 от 8 октомври 2015 г. бригаден генерал Димитър Шивиков е освободен от длъжността командир на 61-ва механизирана бригада и от военна служба.

## Политическа дейност

### Парламентарни избори през 2022 г.
На парламентарните избори през 2022 г. е кандидат за народен представител от гражданската квота на коалиция „Справедлива България“, като е водач на листите й в 16 МИР Пловдив-град и 17 МИР Пловдив-област.

## Награди
В дългогодишната си кариера на офицер, Димитър Шивиков получава множество награди и отличия, в това число и Нагръден знак „За вярна служба под знамената“ IV, III, II и I степен.